# هیوندای تیبرون
هیوندای تیبرون (به انگلیسی: Hyundai Tiburon) خودرویی از شرکت هیوندای موتور است که در سال‌های ۱۹۹۶ تا ۲۰۰۸ تولید شده‌است. این خودرو در کلاس خودرو اسپورت قرار گرفته و طراحی آن خودروهای موتور جلو-محور جلو بوده‌است. این خودرو از یک موتور ۲۷۰۰ سی سی با قدرت ۱۶۷ اسب بخار در ۶۰۰۰ دور در دقیقه بهره می‌برد.

## نسل اول (۱۹۹۶ تا ۲۰۰۱)
اولین هیوندای تیبرون سال ۱۹۹۶ تولید شد. این خودرو در بازار آمریکا با موتور ۱٫۶ و ۱٫۸ لیتری عرضه شد. در سال ۱۹۹۷ یک موتور ۱٫۸ لیتری با ۱۳۰ اسب‌بخار بر روی تیبرون نصب شد که بر روی هیوندای الانترا استفاده شده بود.
همچنین یک موتور دو لیتری با ۱۴۰ اسب‌بخار نیز در دسترس بود. در مدل‌های تولید شده از سال ۱۹۹۶ تا سال ۲۰۰۲ که با نام RD Tiburonr شناخته می‌شدند دارای امکاناتی از قبیل ترمز ABS، دو عدد ایربگ، تودوزی چرم و سانروف بودند.

## نسل دوم (۲۰۰۱ تا ۲۰۰۸)
دومین نسل هیوندای تیبرون در سال ۲۰۰۱ به بازار معرفی شد. بر روی این مدل یک موتور شش سیلندر ۲٫۷ لیتری با ۱۷۲ اسب‌بخار قدرت نصب شد. همچنین یک مدل GT شش سیلندر برای تیبرون پیشنهاد شد که به صورت استاندارد دارای ایربگ کناری بود. موتور شش سیلندر ۲٫۷ لیتری تیبرون، همان موتوری بود که بر روی سوناتا و سانتافه نیز ارائه می‌شد و دارای گیربکس پنج دنده دستی و چهار سرعته اتوماتیک بود. همچنین برای مدل‌های GT یک گیربکس شش دنده دستی نیز قابل سفارش بود.
در سال ۲۰۰۴ بر روی همه GTها اسپویلر، رینگ ۱۷ اینچی و ترمز ABS به صورت استاندارد نصب شد. این مدل با رنگ‌های زرد، قرمز و مشکی در دسترس بود. تعدادی از خبرنگاران تیبرون را یک کپی موفق از فراری ۴۵۶ می‌دانستند. در سال ۲۰۰۵ تیبرون دچار یک فیس‌لیفت شد و کمی مجهزتر شد و در سه مدل GS, GT و SE عرضه شد. مدل SE یک استاندارد خاص داشت که با مدل GT متفاوت بود. هیوندای یک موتور چهار سیلندر برای مدل SE در نظر گرفت و همچنین یک گیربکس پنج دنده دستی برروی خودرو نصب شد اما برای مدل SE یک گیربکس چهار دنده تیپ‌ترونیک هم قابل سفارش بود. برای مدل SE یک گیربکس شش دنده دستی به صورت استاندارد در نظر گرفته شده بود که همین گیربکس برای مدل GT به صورت آپشن قابل نصب بود. برای مدل GS رینگ‌های ۱۶ اینچی و دیگر و برای دیگر مدل‌ها رینگ‌های ۱۷ اینچی در نظر گرفته شده بود. همچنین برای همه مدل‌ها ترمزهای ABS و ایربگ‌های جانبی جلو در نظر گرفته شده بود.
اما سال ۲۰۰۷ نیز تیبرون دوباره زیر تیغ جراحان رفت تا به روند رو به رشد طراحی خود ادامه دهد. این مدل که در کشور ما به تعداد زیاد یافت می‌شود در کشور انگلستان با نام SIII به فروش می‌رسید.
تولید آن سال ۲۰۰۸ به اتمام رسید.

### بازارها

#### ایران
هیوندای تیبرون یکی از محدود خودروهای ارزان قیمت کوپه در ایران بود که به دلیل قیمت پایین و طراحی نسبتاً مناسب، فروش بسیار خوبی را تجربه کرده‌است. هیوندای تیبرون در بازار ایران دارای یک موتور ۲٫۷ لیتری شش سیلندر با ۱۶۵ اسب‌بخار قدرت و یک گیربکس شش سرعته دستی (یا چهار سرعته اتوماتیک) است و مصرف ترکیبی طبق کاتالوگ شرکت آسان‌موتور نیز ۱۴٫۲ لیتر در هر ۱۰۰ کیلومتر اعلام شده‌است.
هیوندایی کوپه در اوج زمان عرضه‌اش (حدودا سال ۱۳۸۸) با قیمت ۴۰ میلیون در بازار ایران جزء کوپه‌های بی‌رقیب بود و در این کلاس رقیب جدی دیگری در بازار نداشت. این خودرو ارزان‌ترین کوپه بازار بود چرا که بعد از او با قیمتی به مراتب بالاتر رنو مگان کوپه قرار داشت و سپس ب‌ام‌و 630i خودنمایی می‌کرد!
نکته جالبی که در مورد تیبرون وجود داشت، اختلاف قیمت ۳۰۰ هزار تومانی گیربکس اتوماتیک و دستی آن بود. برخلاف دیگر خودروها که غالباً گیربکس اتوماتیک آن‌ها گران‌تر از نمونه دستی است، هیوندای کوپه در مدل دستی ۳۰۰ هزار تومان گران‌تر از مدل اتوماتیک بود که البته دلیل این موضوع شش سرعته بودن گیربکس دستی آن و همچنین شتاب و سرعت بیشتر به همراه مصرف سوخت کمتر است.

### مشخصات فنی و امکانات
- موتور

موتور ۶ سیلندر خورجینی، DOHC با حجم ۲۷۰۰ سی سی و دو خروجی اگزوز، گازهای خروجی مطابق با استاندارد EURO III حداکثر قدرت ۱۶۷ اسب بخار (۱۲۳٫۶ کیلووات) در ۶۰۰۰rpm حداکثر گشتاور ۲۴۵٫۴ نیوتن بر متر (۲۵٬۰kg.m)
- ظرفیت باک بنزین:

۵۵ لیتر
- گیربکس

گیربکس ۶ دنده دستی/ ۴دنده اتوماتیک با قابلیت تعویض دنده به صورت دستی
- تجهیزات ایمنی

دو کیسه هوا
- جلوبندی، فرمان و مکانیزم ترمز

ABS (ترمز ضد قفل + سیستم ترمز دیسکی جهت چرخ‌های عقب) ESP (سیستم کنترل پایداری الکترونیکی) میله فرمان با قابلیت جذب ضربه فرمان با قابلیت تنظیم دستی کمک فنرهای هیدرولیکی (جلو و عقب) سیستم تعلیق MacPherson (جلو) و تعلیق چند گانه با فنر کششی (عقب)
- رینگ و لاستیک

رینگ آلومینیومی ۱۷ اینچ لاستیک ۴۵VR۱۷/۲۱۵
- سیستم حفاظتی

ریموت کنترل جهت باز نمودن / بستن درب‌ها به همراه دزدگیر سیستم ایموبلایزر
- صندلی‌ها

پشت سریها با قابلیت تنظیم بالشتک جهت صندلی راننده صندلی‌های تاشو ردیف‌های عقب
- سیستم روشنایی

چراغ‌های مه‌شکن (جلو و عقب) چراغ نقشه خوان جلو به همراه محفظه عینک تنظیم اتوماتیک روشنایی چراغ‌های جلو
- سیستم صوتی

رادیو پخش + پخش CD + تیوتر شش بلندگو
- تهویه مطبوع

سیستم تهویه مطبوع کاملاً اتوماتیک سیستم کنترل کیفیت هوا (AQS)
- تجهیزات و امکانات

سیستم تثبیت‌کننده سرعت (Auto Cruise Control) فلاپ به همراه چراغ ترمز آینه‌های بغل با قابلیت تنظیم الکتریکی آینه‌های بغل تاشو آینه راننده با میدان دید وسیع گرمکن آینه‌های بغل برف‌پاکن و شیشه شور عقب گرمکن شیشه عقب توری محافظ ر در صندوق عقب به همراه کفپوش و جعبه ابزار سان روف صندلی‌ها و تودوزی تمام چرم روکش چرم غربیلک فرمان و دسته دنده آینه داخلی الکتروکرومیک (E.C.M) شیشه بالابر برقی (سمت راننده با کلید اتوماتیک یک جهته بسمت پائین و روشنایی کلید) آفتاب‌گیر با قابلیت افزایش سطح به همراه آینه مدیریت پیمایش (Trip Computer) پوشش ضد سایش درب‌ها

## نگارخانه

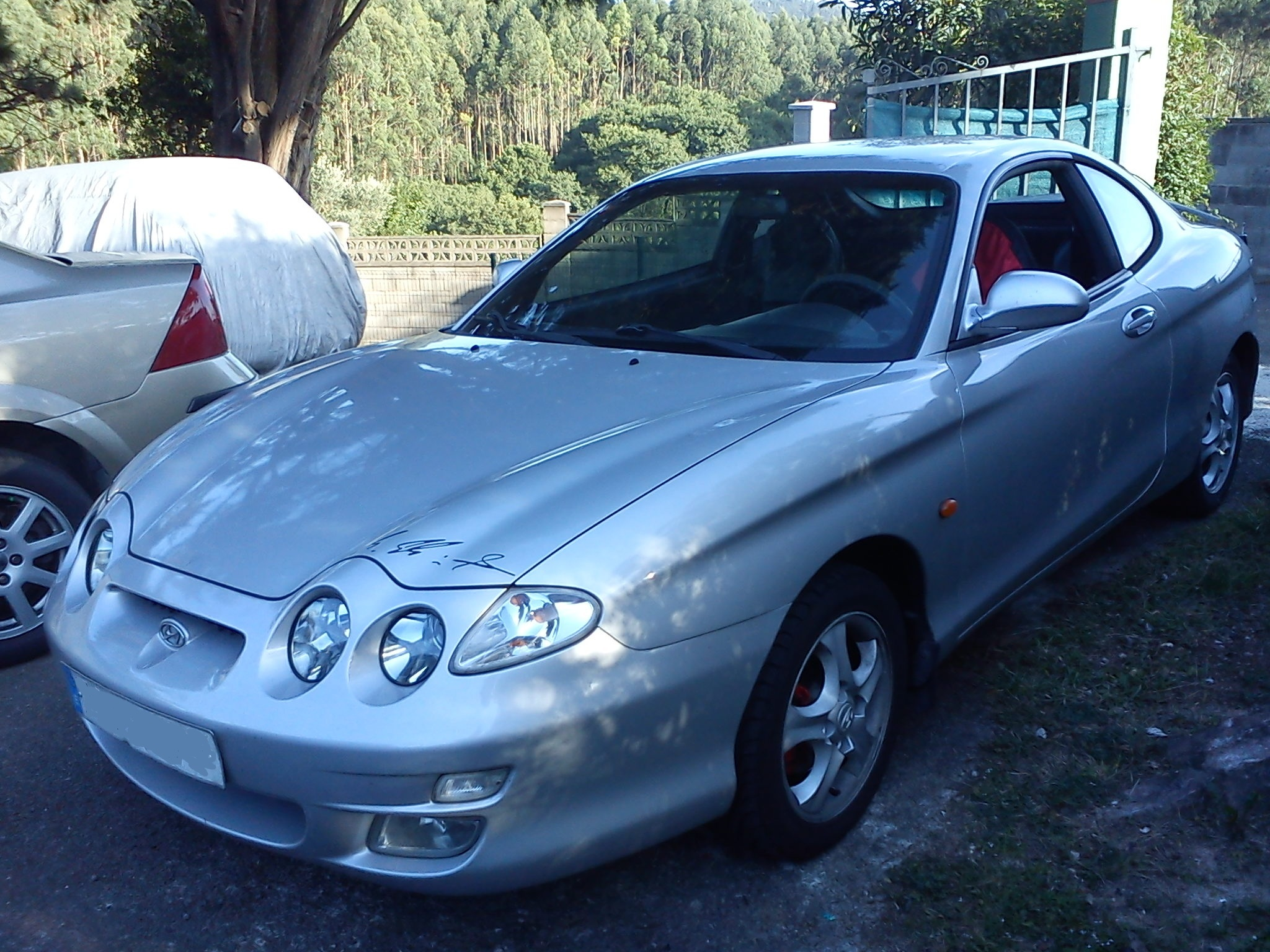
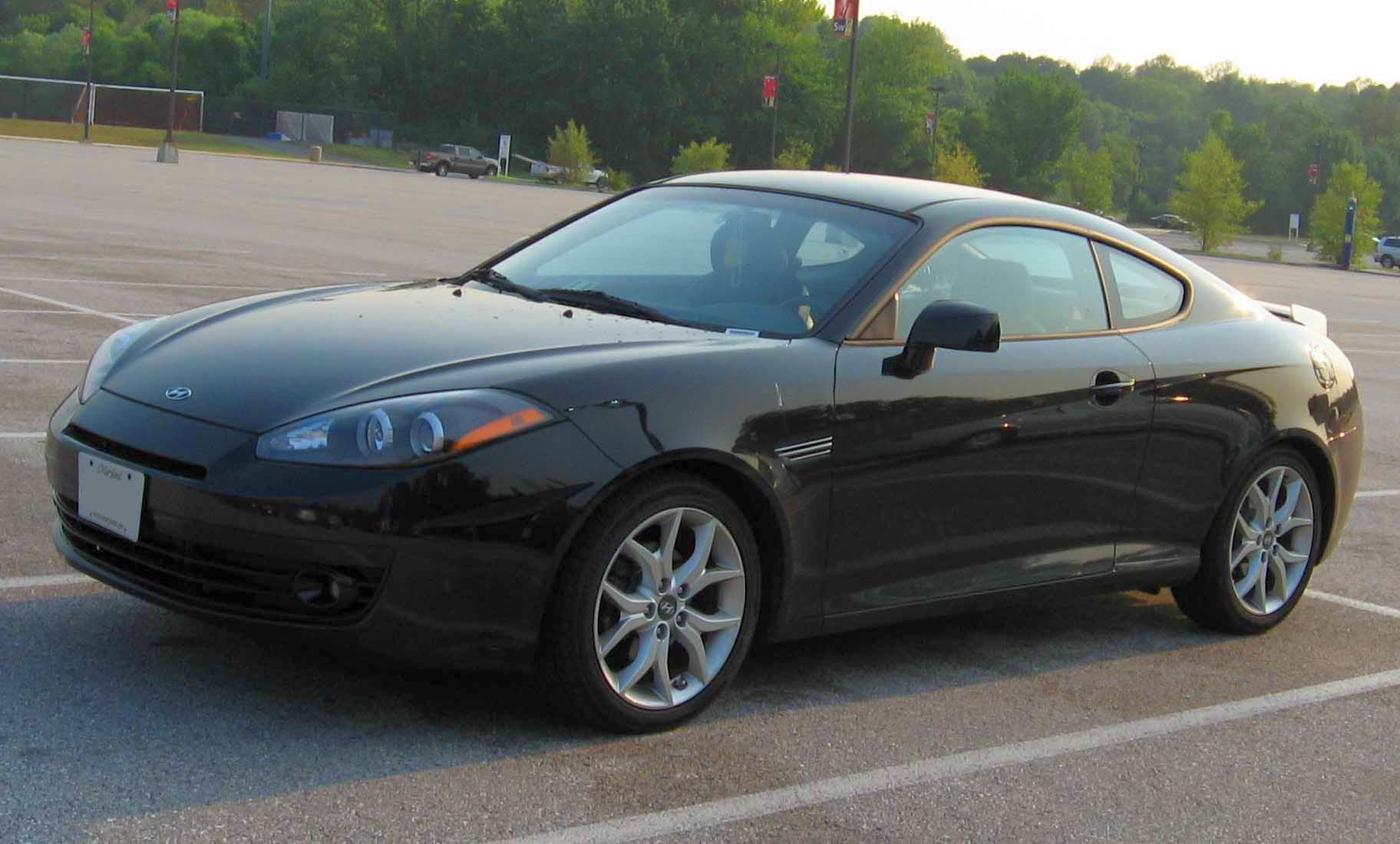
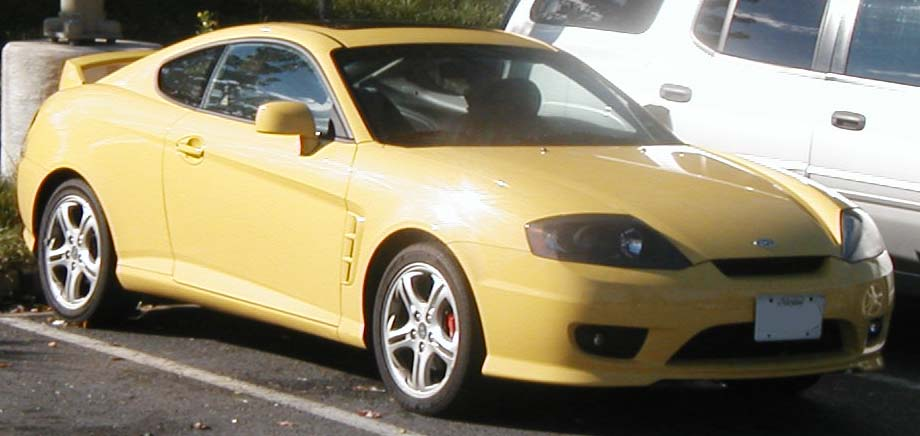
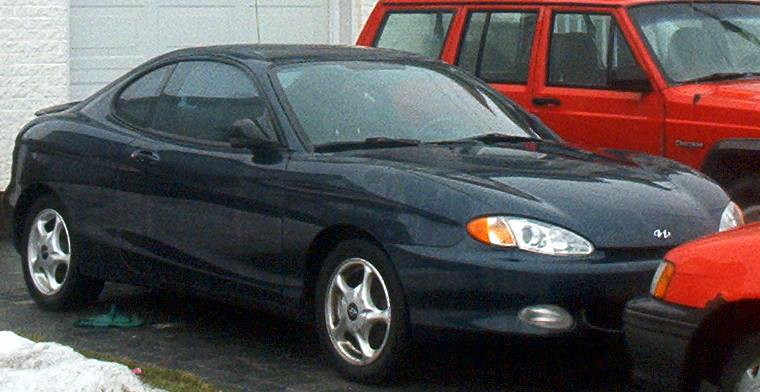